# Micrachne
Micrachne là một danh pháp khoa học của một chi thực vật có hoa trong họ Hòa thảo (Poaceae), được Paul M. Peterson, Konstantin Romaschenko và Yolanda Herrera Arrieta lập năm 2015 để chia tách chi Brachyachne.

## Đặc trưng nhận dạng
Micrachne khác với tổ Brachyachne của chi Cynodon ở chỗ có các bông thóc con màu nâu vàng kim đến màu đồng (ít nhất là ở các mẫu vật trong phòng mẫu cây) với phần mang chiếc hoa mở rộng, chiếc hoa được các mày bao bọc hoàn toàn và mày phía dưới hơi bất đối xứng.

## Mô tả
Cây lâu năm, đôi khi một năm, mọc thành bụi hay quặp lên tới thẳng đứng. Cọng cao 10–60(–70) cm. Các bẹ lá nhẵn nhụi phần trên, đôi khi rậm lông phần dưới, thường tạo thành đệm sợi gần gốc; lưỡi bẹ là màng có lông rung ngắn; phiến lá dài 0,5–15(–25) cm, rộng 0,5–3 mm, phẳng hay cuốn trong, nhẵn nhụi hoặc thưa lông, thẳng hay uốn ngược, đôi khi có tơ cứng và cứng. Cụm hoa là chùy hoa thường với một nhánh tựa bông thóc đầu cành hoặc đôi khi với (2–)3–5(–7) nhánh ghép nối dạng ngón tay; các nhánh tựa bông thóc ở một bên dài 1,5–12 cm, thẳng đứng hoặc hơi cong và mang các bông thóc con xếp lợp. Bông thóc con 1 hoa, ép dẹp bên, màu nâu vàng kim tới màu đồng (ít nhất quan sát thấy ở các mẫu vật phòng mẫu cây), chiếc hoa hữu sinh duy nhất chứa phần mở rộng mang chiếc hoa; mày dài 2–5,3 mm, dài hơn chiếc hoa, 1 gân, dạng giấy tới dạng da mỏng, nhẵn nhụi hoặc thưa lông, bao bọc hoàn toàn chiếc hoa, mày dưới hơi bất đối xứng, đỉnh tù tới nhọn; lá bắc ngoài dài 1,6–4 mm, 3 gân, từ như thủy tinh tới dạng màng, dễ vỡ, hình elip thuôn dài, hình trứng tới hình mác thuôn dài, gập lại dọc theo gân giữa, có lông dọc theo gân giữa và các gân mép, đỉnh tù tới cắt cụt hoặc hơi có khía, thường có mấu ngắn; lá bắc trong hơi ngắn hơn lá bắc ngoài, có lông hoặc nhẵn nhụi dọc theo các gân; nhị 3, bao phấn dài 0,8–2,3 mm. Quả thóc hình elipxoit.

## Phân bố và môi trường sống
Có tại miền trung và miền đông châu Phi, thường trên các mỏm đá lộ thiên với lớp đất mỏng, đất cát bồi, tầng đất cái đá ong, đồng rừng thưa; cao độ 700-2.130 m.

## Các loài
HIện tại công nhận 5 loài:
- Micrachne fulva (Stapf) P.M.Peterson, 2015: Angola, CHDC Congo, Malawi, Tanzania, Zambia, Zimbabwe.
- Micrachne obtusiflora (Benth.) P.M.Peterson, 2015: Châu Phi nhiệt đới.
- Micrachne patentiflora (Stent & J.M.Rattray) P.M.Peterson, 2015: Châu Phi nhiệt đới.
- Micrachne pilosa (Van der Veken) P.M.Peterson, 2015: CHDC Congo.
- Micrachne simonii (Kupicha & Cope) P.M.Peterson, 2015: Zambia.